# Rhitymna merianae
Espèce
Rhitymna merianae est une espèce d'araignées aranéomorphes de la famille des Sparassidae.

## Distribution
Cette espèce est endémique de Bali en Indonésie.

## Description
La carapace du mâle  holotype mesure 3,5 mm de long sur 3,4 mm et l'abdomen 3,7 mm de long sur 2,5 mm.

## Étymologie
Cette espèce est nommée en l'honneur de Anna Maria Sibylla Merian.

## Publication originale
- Jäger, 2019 : Review of the huntsman spider genus Rhitymna Simon, 1897 (Araneae: Sparassidae). Zootaxa, no 4560(3), p. 441-462.